# Karl-Heine-Straße
Die Karl-Heine-Straße ist eine Straße im Westen Leipzigs. Sie verbindet den Ortsteil Leipzig Zentrum-West mit Plagwitz und Lindenau und stellt auf ihrer vollen Länge die Grenze zwischen den letzteren beiden dar. Sie wurde nach dem Leipziger Politiker und Unternehmer Karl Heine (1819–1888) benannt, der sich unter anderem für eine bessere Verkehrs-Anbindung von Plagwitz nach Leipzig engagierte.

## Lage
Die Karl-Heine-Straße beginnt an der Plagwitzer Brücke, durch die sie mit der Käthe-Kollwitz-Straße verbunden ist. Sie endet an der Saalfelder Straße Ecke Spinnereistraße. Sie verläuft dabei in ost-westlicher Richtung und knickt in Höhe der Birkenstraße leicht nach links in südwestliche Richtung ab. Sie wird in Höhe des Felsenkellers von der Zschocherschen Straße gekreuzt, die eine wichtige Nord-Süd-Verkehrsverbindung darstellt.
Zwischen den Querstraßen Helmholtzstraße und Gießerstraße überquert sie auf der König-Albert-Brücke den Karl-Heine-Kanal. In Höhe der Spinnereistraße, unterhalb der Gleisanlagen des S-Bahnhofes Leipzig-Plagwitz, geht sie schließlich in die Saalfelder Straße über.

## Geschichte
Das östliche Stück zwischen Plagwitzer Brücke und Karl-Heine-Platz wurde in der zweiten Hälfte des 19. Jahrhunderts auf Plagwitzer Flur angelegt und zumeist mit Villen bebaut, die zum größten Teil heute noch bestehen. In einer davon, der Villa Sack, residiert seit 1997 der 5. Strafsenat und seit 2020 auch der 6. Strafsenat des Bundesgerichtshofes.

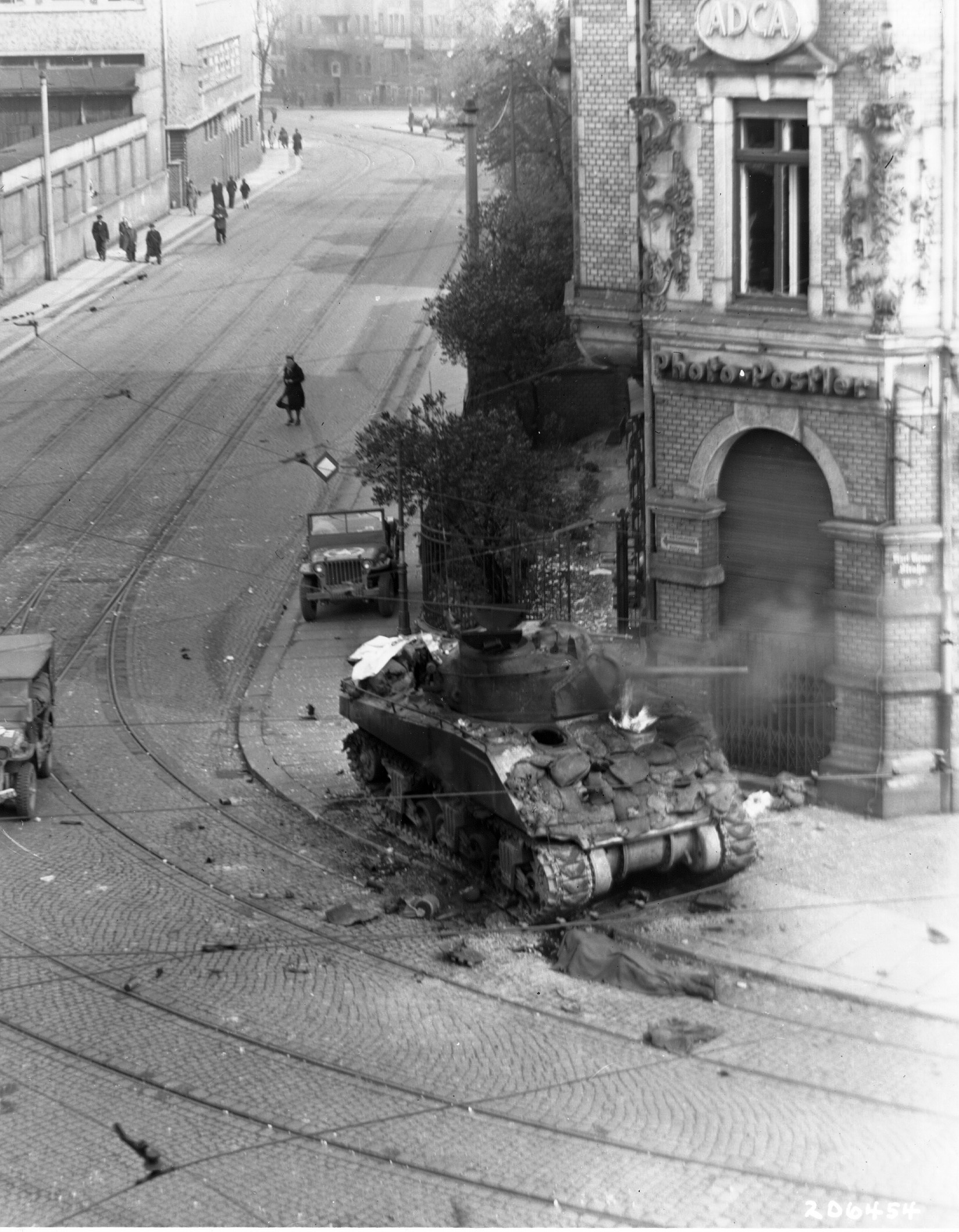
Brennender Panzer der 2. US-Infanteriedivision am 18. April auf der Kreuzung am Felsenkeller

Im anschließenden Teilstück folgte die Straße bis zur heutigen Gießerstraße dem Verlauf der mittelalterlichen Handelsstraße Via Regia und wurde danach gradlinig verlängert. In diesem westlichen Teil entstanden neben Wohngebäuden in geschlossener Bauweise auch Industriebauten. Nach verschiedenen Namensgebungen einzelner Teilstücke erhielt die Straße 1893 in ihrer vollen Länge den heutigen Namen.
Am 4. Juni 1872 fuhr erstmals eine Pferdebahn bis zum heutigen Felsenkeller und im Juli 1882 bis zum Depot mit Pferdestall in der Nähe des heutigen Westwerks. 1896 wurde auf elektrischen Betrieb umgestellt und die Strecke bis zum Plagwitzer Bahnhof verlängert.

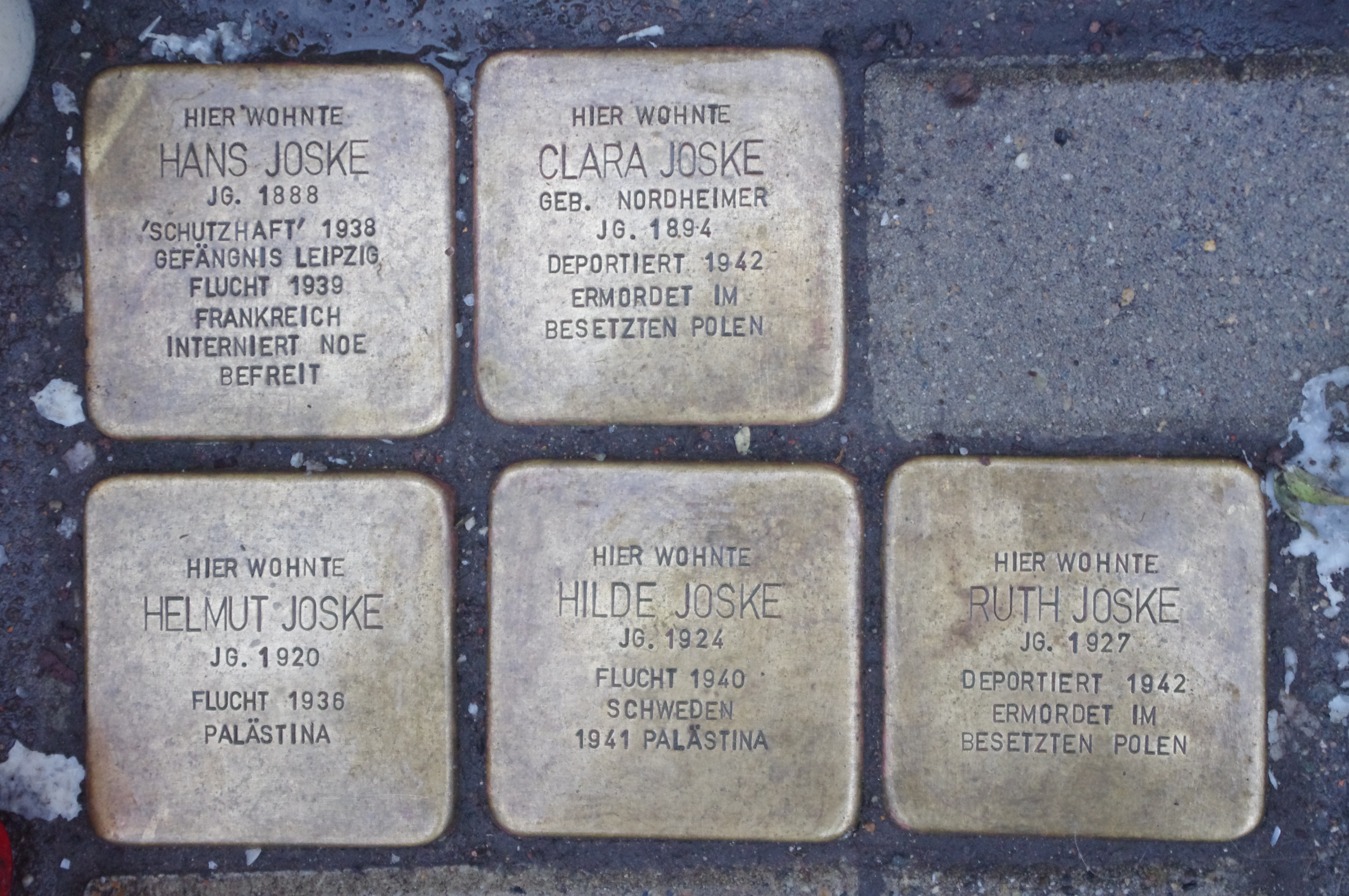
Stolpersteine für Familie Joske in der Karl-Heine-Straße 43 (2021)

Fast 30 Jahre lang betrieb Max Joske (1851–1933) ein Warenhaus in der Karl-Heine-Straße 43–45. Durch den sogenannten Judenboykott im April 1933 wurde er in den Ruin getrieben.
Auch wenn es am 18. April 1945 beim Vordringen der US-Armee am Felsenkeller kurzzeitig Widerstand gab und ein US-Panzer in Brand geriet, erfuhr die Bebauung der Straße während des Zweiten Weltkrieges kaum Schäden. Die große Freifläche des Jahrtausendfelds entstand erst 1999 durch den Abriss des ehemaligen VEB Bodenbearbeitungsgerätewerk Leipzig, vormals  Landmaschinenfabrik Rudolph Sack (1824–1900). Nach 1990 wurden die meisten Gebäude der Straße saniert.
Seit den 2000er Jahren wurde die Straße im Leipziger Westen zu einem Hotspot der Kreativszene mit zahlreichen Kulturstandorten, Gastronomie und einem regen Nachtleben. Auf dem Jahrtausendfeld soll bis zum Schuljahr 2027/28 ein Schulcampus der Leipzig International School entstehen.

## Bebauung
Neben der Wohnbebauung sind es vor allen Dingen kulturelle Einrichtungen und Gastronomiebetriebe, die die Karl-Heine-Straße kennzeichnen. Das beginnt mit dem 1890 errichteten Veranstaltungsgebäude Felsenkeller. Nach 300 Metern folgt die „Schaubühne Lindenfels“ mit Theater und Konzert im historischen Ballsaal und einem Programmkino. In dem einstigen Ballhaus im Lindenfels an der Ecke zur Hähnelstraße ist seit 2003 im „Lindenfels Westflügel“ ein Produktionsort internationalen Figurentheaters entstanden. Kurz vor der König-Albert-Brücke befindet sich das „Westwerk Leipzig“, ein 2007 auf dem Gelände des ehemaligen VEB „Industriearmaturen und Apparatebau Leipzig“ entstandenes Kunstquartier mit Ateliers und Ausstellungsräumen. Benachbart ist das Programmkino „Cineding“.
In einer ehemaligen Gießerei aus dem Jahre 1895 folgt mit der Hausnummer 105 das Oldtimer-Museum „Da Capo“ mit einem Flugzeug IL-18 auf dem Dach und einem großen Saal als Eventlocation. Am Ende der Karl-Heine-Straße wurde 1907/1908 die im neoromanischen Stil gestaltete katholische Liebfrauenkirche erbaut.
Der Abschnitt ab der Kreuzung mit der Zschocherschen Straße bis zur König-Albert-Brücke enthält zahlreiche Gaststätten und ist ein vielfältiger Szenetreffpunkt, wo sich auch ein Teil des Leipziger Nachtlebens abspielt.

Impressionen
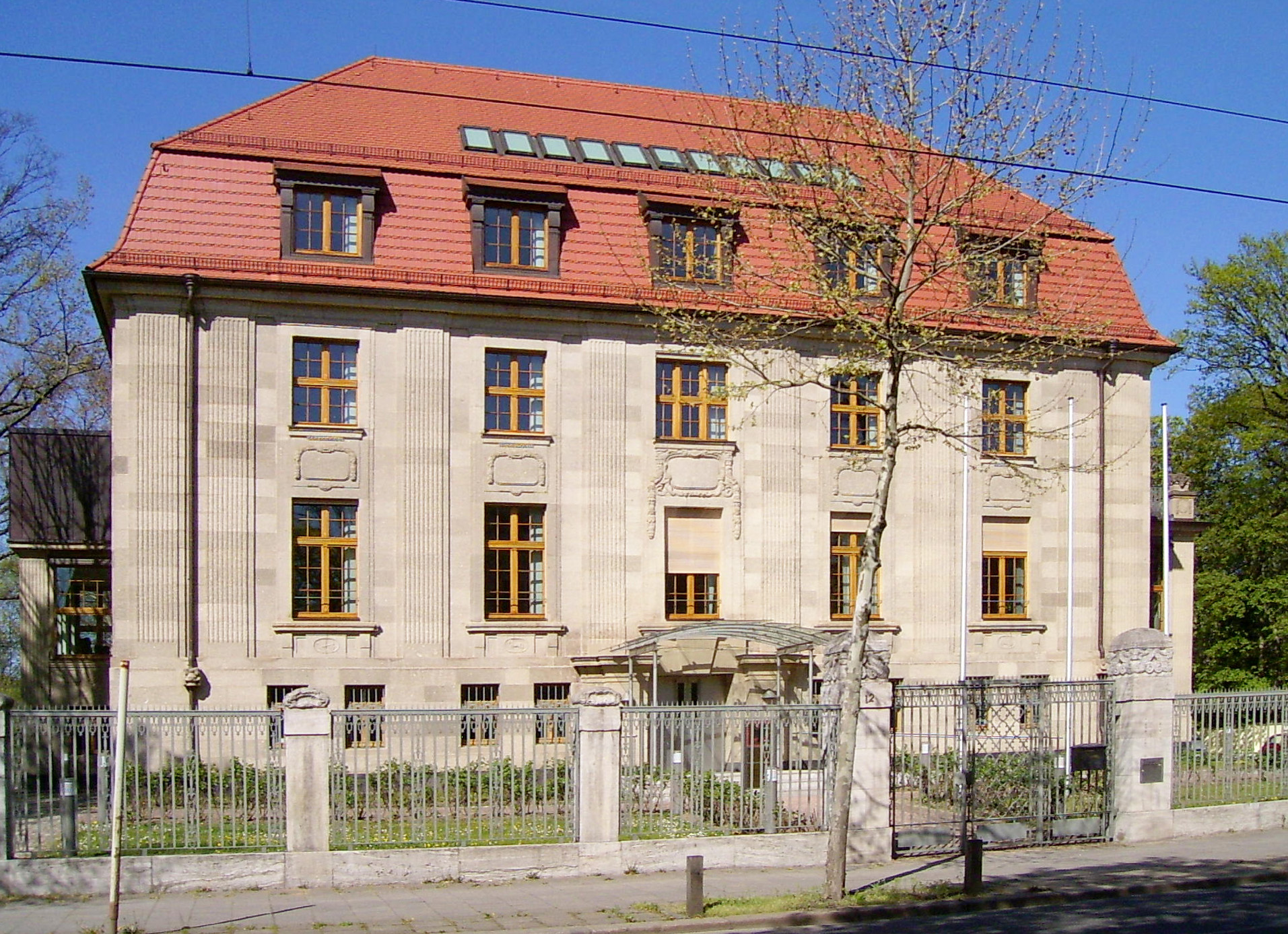
Villa Sack, Sitz des 5. und 6. Strafsenat des Bundesgerichtshofs (2021)
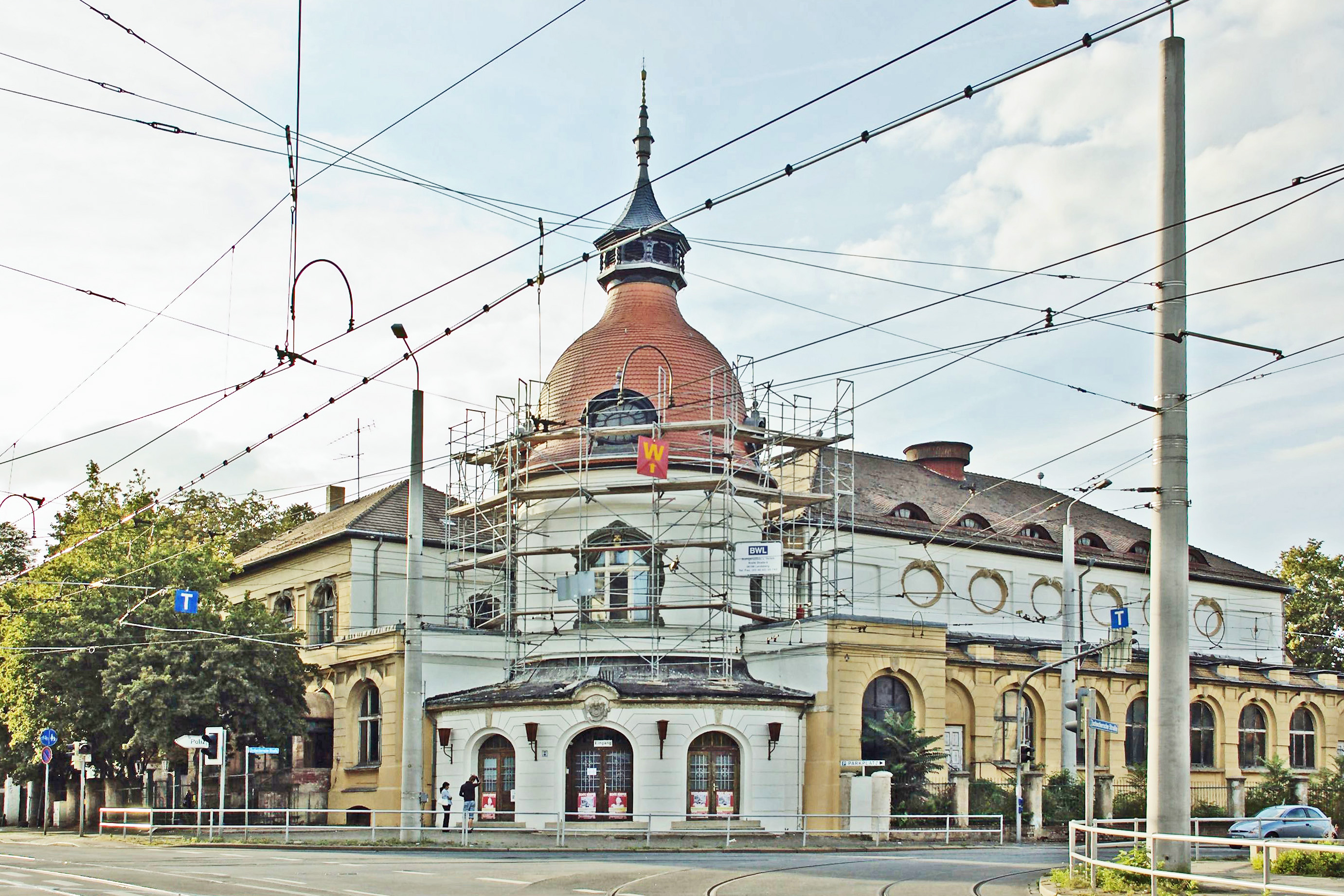
Veranstaltungsort Felsenkeller (2007)
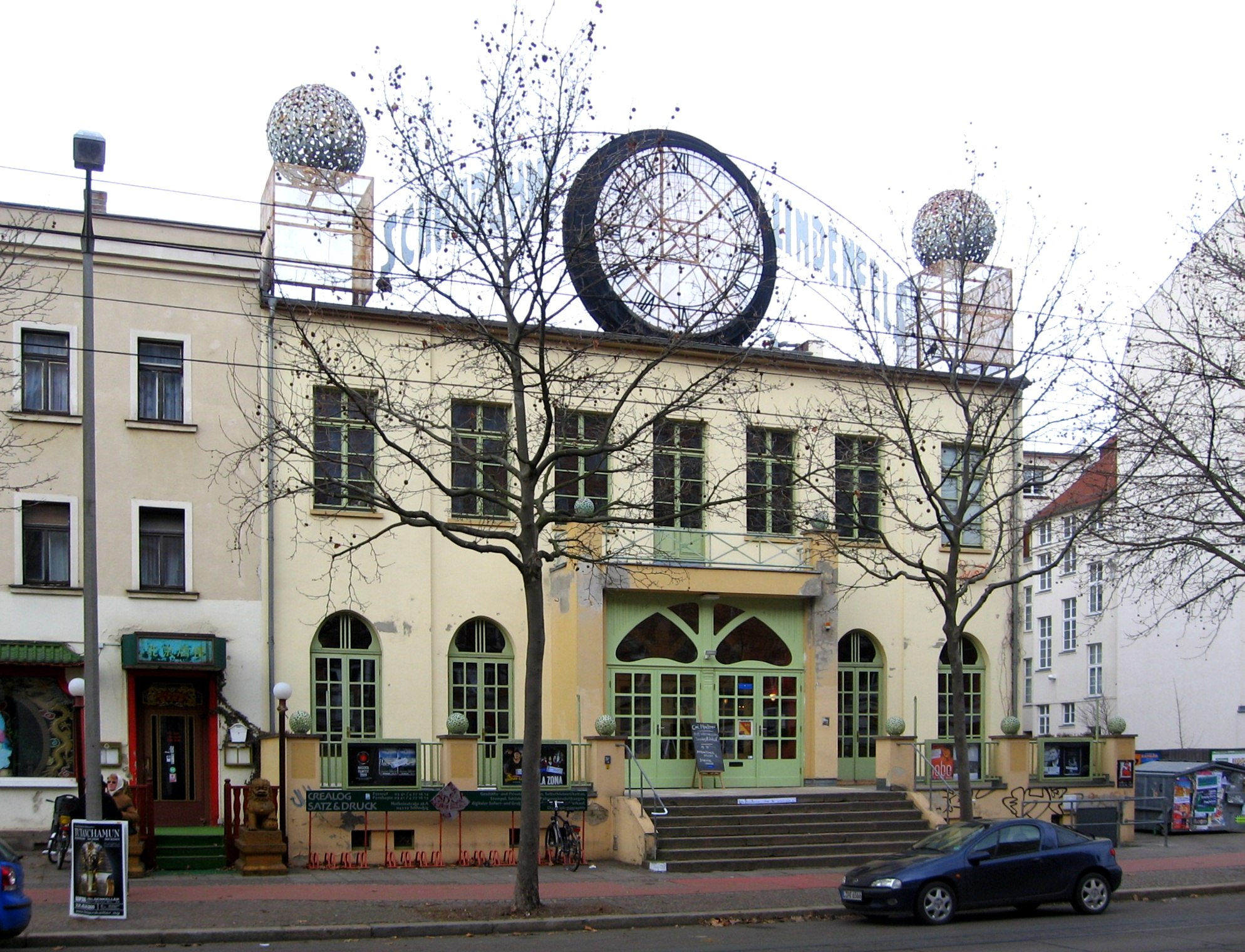
Die Schaubühne Lindenfels (2009)
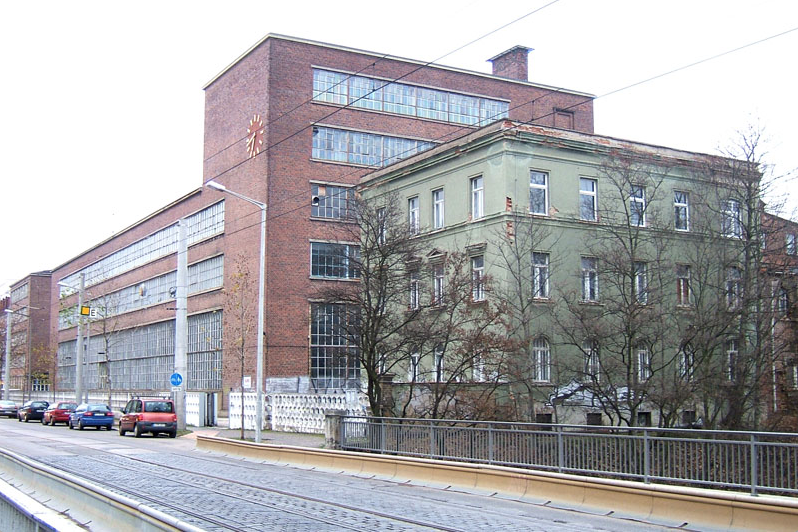
Westwerk (2017)
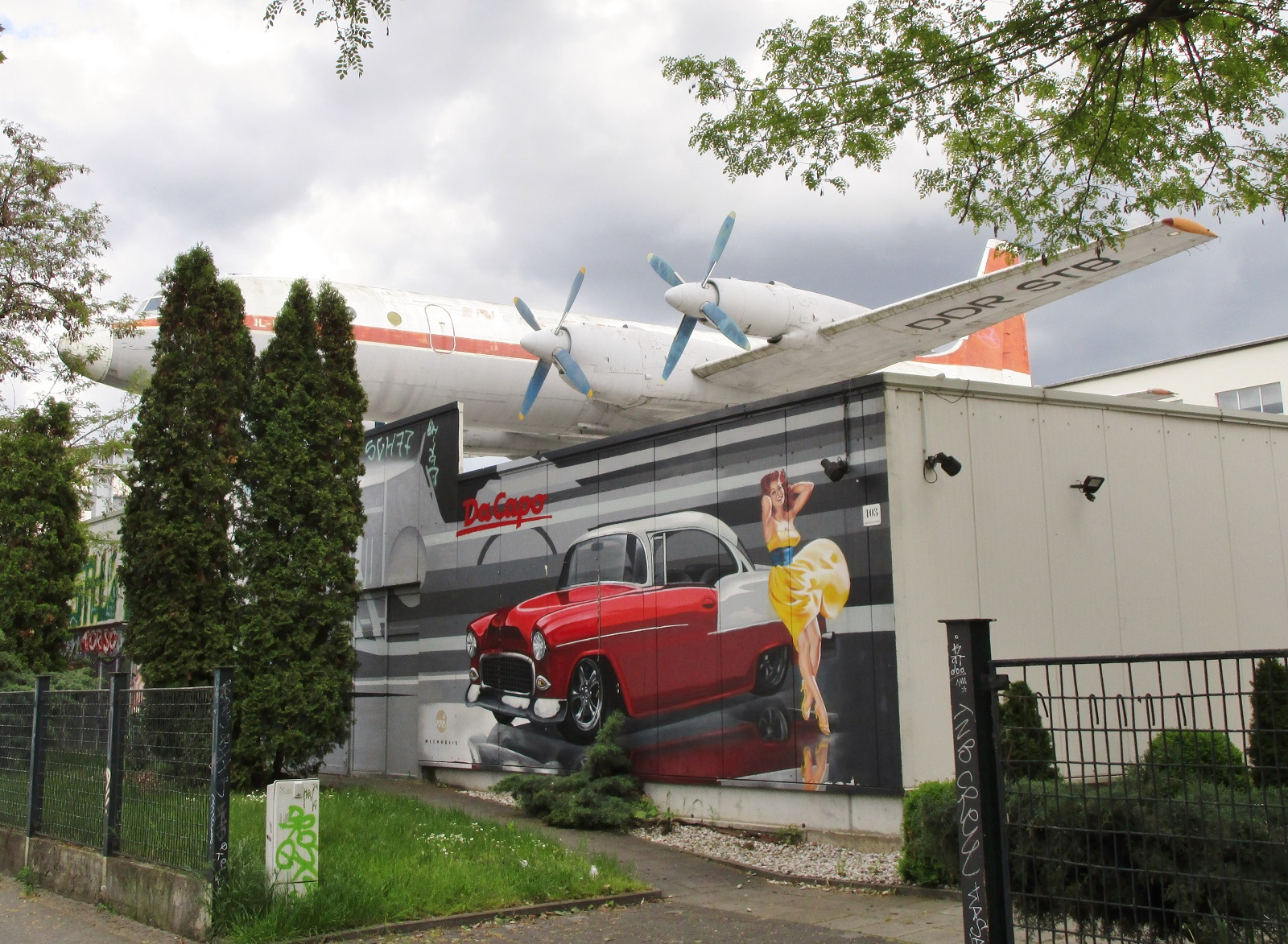
Da Capo, Oldtimermuseum (2021)
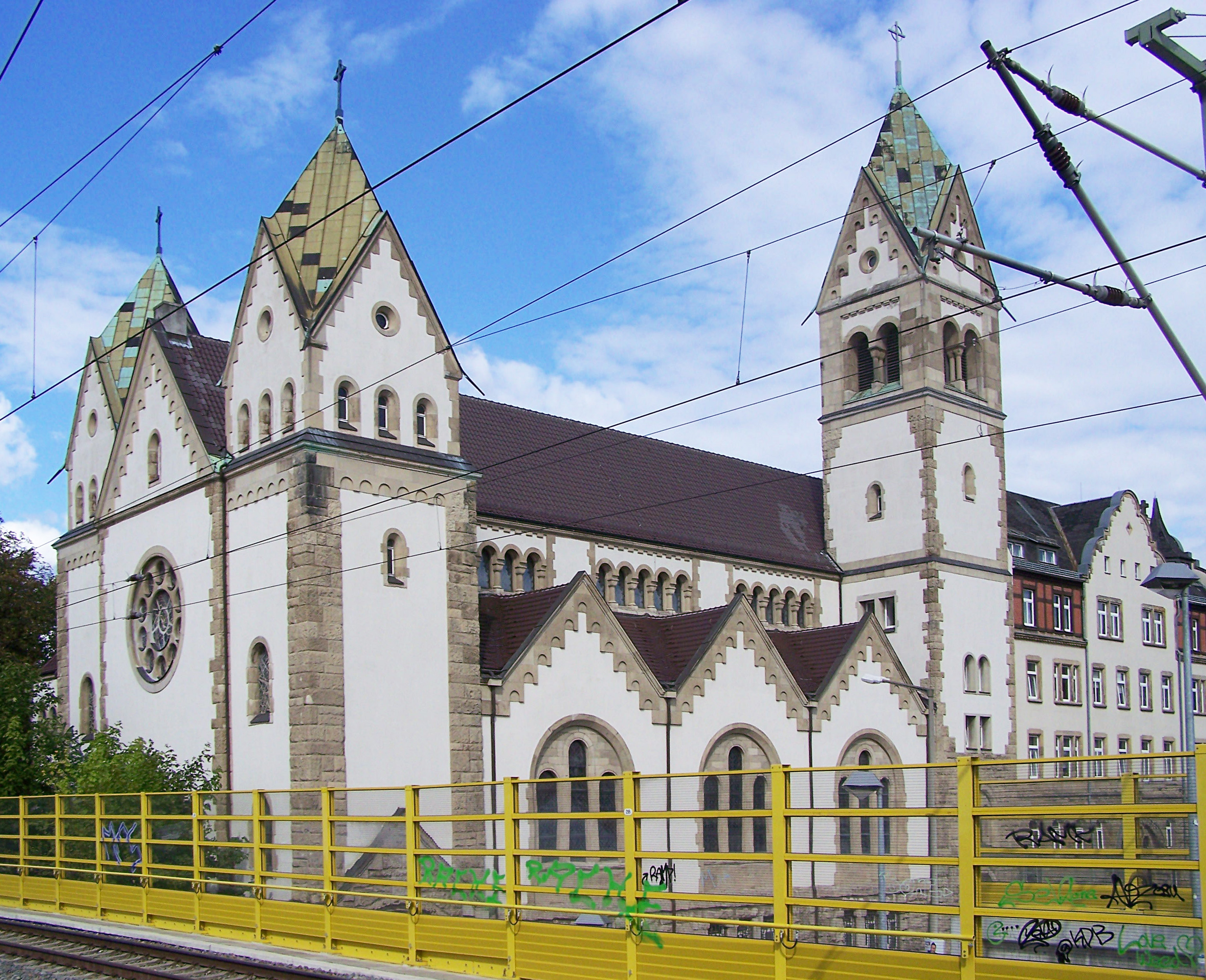
Liebfrauenkirche (2014)